# Lunar Polar Exploration Mission
La Missió d'Exploració Polar Lunar (LUPEX) és una missió lunar conjunta planificada per l'Agència Índia d'Investigació Espacial (ISRO) i l'Agència Espacial Japonesa (JAXA).  La missió enviaria un aterratge lunar i un rover sense tripulació per explorar la regió del pol sud de la Lluna no abans del 2028. Es preveu explorar les regions permanentment ombrejades i determinar la quantitat i la qualitat de l'aigua a la Lluna. És probable que JAXA proporcioni el vehicle de llançament H3 i el rover, mentre que ISRO proporcionaria l'aterratge.
LUPEX seguirà la missió de retorn de mostres lunar planificada Chandrayaan-4.

## Història
L'Agència Índia d'Investigació Espacial (ISRO) va signar un acord d'implementació (IA) el desembre de 2017 per a l'estudi de la fase A prèvia a la fase A i va completar l'informe de viabilitat el març de 2018 amb l'Agència Espacial Japonesa (JAXA) per explorar el polar. regions de la Lluna per a l'aigua  amb una missió conjunta d'exploració polar lunar (LUPEX) que es llançaria no abans del 2028.
ISRO i JAXA van celebrar la Joint Mission Definition Review (JMDR) el desembre de 2018. A finals de 2019, JAXA va concloure la seva revisió interna de preparació del projecte.
Des que l'aterratge de Chandrayaan-2 es va estavellar a la Lluna durant el seu intent d'aterratge el setembre de 2019, l'Índia va començar a estudiar una nova missió lunar anomenada Chandrayaan-3 com un intent repetit de demostrar les capacitats d'aterratge necessàries per al LUPEX.
En una declaració conjunta de JAXA i la NASA el 24 de setembre de 2019, es va discutir la possibilitat que la NASA s'unís a la missió LUPEX.
JAXA va acabar la seva revisió dels requisits del sistema (SRR) nacional a principis de 2021. A l'abril de 2023, el grup de treball 1 de LUPEX va arribar a l'Índia per compartir informació sobre l'anàlisi del lloc d'aterratge en llocs candidats promesos, mètodes d'estimació de la posició de l'aterratge i del rover a la Lluna, informació de les antenes terrestres per al comandament i la telemetria.
La Comissió Espacial de l'Índia va autoritzar ISRO a començar a treballar en la missió LUPEX el 7 d'octubre de 2024. El gabinet sindical ha rebut l'informe i es preveu l'aprovació en breu.

## Visió general
La missió Lunar Polar Exploration demostraria noves tecnologies d'exploració de superfícies relacionades amb el transport de vehicles i la supervivència nocturna lunar per a l'exploració lunar sostenible a les regions polars. Per a un aterratge de precisió, utilitzaria un algorisme de concordança de funcions i un equip de navegació derivat de la missió Smart Lander for Investigating Moon (SLIM) de JAXA. La capacitat de càrrega útil de l'aterrador seria de 350 kg (770 lb) com a mínim. El rover portaria diversos instruments de JAXA i ISRO, inclòs un trepant per recollir mostres subterrànies a 1,5 m (4 fts 11 polzades) de profunditat.És probable que la prospecció i l'anàlisi de l'aigua siguin objectius de la missió.
La banda L de l'Espectròmetre de masses exosfèric de l'Agència Espacial Europea (EMS-L) de la missió PROSPECT estava prevista originalment per volar com a càrrega útil a la missió russa Luna 27, però EMS-L ara volarà en aquesta missió. missió a causa de la col·laboració internacional continuada posada en dubte per la invasió russa d'Ucraïna el 2022 i les sancions relacionades a Rússia. Es poden demanar propostes de càrrega útil d'altres agències espacials.
L'aterratge ha estat totalment redissenyat per ISRO, que va requerir el desenvolupament d'un nou motor. ISRO utilitzarà el mateix motor en el futur per a missions d'aterratge lunar amb tripulació. La missió LUPEX provarà aquest motor, desenvolupat pel Liquid Propulsion Systems Center (LPSC). El rover ara pesa 350 kg, mentre que l'aterratge és més pesat (en comparació amb el disseny original). El rover està muntat a l'exterior ja que és pesat i no es pot transportar dins de l'aterratge com ho va ser a Chandrayaan-3. Ara s'ha dissenyat una disposició semblant a una grua celeste per desplegar-la a la superfície de la Lluna.
Un dels principals reptes per endavant és triar un lloc d'aterratge específic, segons Inoue Hiroka, investigador de l'equip del projecte d'exploració polar lunar del Centre d'exploració espacial de JAXA. L'aterratge a la zona polar sud de la Lluna és el pla, ja que es creu que té una alta probabilitat de tenir aigua. En aquesta zona, però, no hi ha molts llocs anivellats perfectes per aterrar i garantir una il·luminació i una comunicació adequades. L'equip té la intenció de fer públic el seu lloc d'aterratge tan aviat com determinen el lloc ideal, ja que altres nacions poden seleccionar la mateixa zona.

## Càrregues útils
Alguns instruments japonesos seleccionats juntament amb els instruments candidats d'ISRO i ESA i els col·laboradors internacionals convidats per JAXA.
- Ground Penetrating Radar (GPR): observació de radar subterrani fins a 1,5 metres durant la travessa del rover. (ISRO)
- Espectròmetre de neutrons (NS): observació subterrània de neutrons (hidrogen) fins a un metre durant la travessa del rover. (NASA)
- Espectròmetre d'imatge lunar avançat (ALIS): H
2O /OH observació de la superfície i regolit perforat.
- Espectròmetre de masses exosfèric per a LUPEX (EMS-L): mesura de pressió de gas superficial i espècies químiques. (ESA)
- Resource Investigation Water Analyzer (REIWA): Paquet d'instruments dels quatre instruments.
  - Analitzador termogravimètric lunar (LTGA): anàlisis termogravimètriques de les mostres perforades per al contingut d'aigua.
  - TRIple-reflection reflection (TRITON): Identificació d'espècies químiques del component volàtil en les mostres perforades a partir d'espectrometria de masses.
  - Detector aquàtic amb ressonància òptica (ADORE): mesura del contingut d'aigua a les mostres perforades a partir de l'espectrometria d'anell de cavitat.
  - Paquet d'anàlisi de mostres ISRO: mesura mineral i elemental de les mostres perforades. (ISRO)

- Permitivitat i investigació termofísica per a Moon's Aquatic Scout (PRATHIMA):[21] Per a la detecció i quantificació in situ de gel d'aigua barrejat amb regolit lunar. L'experiment proposat consisteix en una sonda polivalent que es desplegarà a ~ 20-30 cm de la superfície lunar per explorar i quantificar la presència de gel d'aigua. (PRL)
- Espectròmetre de partícules alfa (APS):[21] Per mesurar les partícules alfa de la cadena de desintegració i per entendre el transport volàtil a la superfície lunar juntament amb mesures de LEGRS. (PRL)
- Espectròmetre de raigs gamma de baixa energia (LEGRS):[21] Per mesurar la línia de raigs gamma de baixa energia (46,5 keV) per estudiar el transport volàtil a la Lluna amb detectors de tel·lurur de cadmi-zinc (CZT). (PRL)

## Referència
1. ↑  «India's next Moon shot will be bigger, in pact with Japan» (en anglès), 08-09-2019. [Consulta: 10 març 2021].
2. ↑  Jones, Andrew. «India to target moon's south pole with sample return mission» (en anglès). SpaceNews, 23-10-2024. [Consulta: 23 octubre 2024].
3. ↑  Shimbun, The Yomiuri. «Japan, India to team up in race to discover water on moon» (en anglès), 30-07-2019. Arxivat de l'original el 28 de desembre 2019. [Consulta: 10 març 2021].
4. ↑  «Episode 82: JAXA and International Collaboration with Professor Fujimoto Masaki» (en anglès).   Astro Talk UK, 04-01-2019. [Consulta: 10 març 2021].
5. ↑  Hoshino, Takeshi. «Current status of a Japanese lunar polar exploration mission» (en anglès), 01-05-2019. Arxivat de l'original el 25 July 2019. [Consulta: 10 març 2021].
6. ↑  Jones, Andrew. «India to target moon's south pole with sample return mission» (en anglès). SpaceNews, 23-10-2024. [Consulta: 23 octubre 2024].
7. ↑  «Welcome to Embassy of India, Tokyo (Japan)» (en anglès). www.indembassy-tokyo.gov.in. [Consulta: 20 març 2021].
8. ↑  Jones, Andrew. «India to target moon's south pole with sample return mission» (en anglès). SpaceNews, 23-10-2024. [Consulta: 23 octubre 2024].
9. ↑  Goh, Deyana. «JAXA & ISRO to embark on Joint Lunar Polar Exploration» (en anglès americà). SpaceTech Asia, 08-12-2017. [Consulta: 20 març 2021].
10. ↑  «Progress Of Lunar Polar Exploration Mission» (en anglès), 01-10-2020. [Consulta: 24 març 2021].
11. ↑  «ISRO Will Embark on Chandrayaan 3 by November 2020 for Another Landing Attempt» (en anglès).   The WIRE, 14-11-2019. [Consulta: 10 març 2021].
12. ↑  «JAXA - Joint Statement on Cooperation in Lunar Exploration» (en anglès).   JAXA - Japan Aerospace Exploration Agency, 24-09-2019. [Consulta: 10 març 2021].
13. ↑  «Current Status Of The Planned Lunar Polar Exploration Mission Jointly Studied By India And Japan» (en anglès), 18-03-2021. [Consulta: 24 març 2021].
14. ↑  «ESA - Exploration of the Moon - About PROSPECT» (en anglès). exploration.esa.int. [Consulta: 14 abril 2022].
15. ↑  «LUNAR DRILL | Astronika» (en polonès). astronika.pl. Arxivat de l'original el 25 November 2018. [Consulta: 24 novembre 2018].
16. ↑  Witze, Alexandra Nature, 11-03-2022. DOI: 10.1038/d41586-022-00727-x. PMID: 35277688 [Consulta: 13 març 2022].
17. ↑  «Redirecting ESA programmes in response to geopolitical crisis» (en anglès). www.esa.int. [Consulta: 14 abril 2022].
18. ↑  «India's next Moon shot will be bigger, in pact with Japan» (en anglès), 08-09-2019. [Consulta: 10 març 2021].
19. ↑  Singh, Abhinav. «India-Japan moon project 'LUPEX' cleared. Here's all you need to know» (en anglès). The Week, 07-10-2024. [Consulta: 8 octubre 2024].
20. ↑  «Current Status Of The Planned Lunar Polar Exploration Mission Jointly Studied By India And Japan» (en anglès), 18-03-2021. [Consulta: 24 març 2021].
21. 1 2 3  «Instrument Details ISRO-JAXA LUPEX Rover» (en anglès). Arxivat de l'original el 10 August 2022.